# Кэмпбеллы
Кэмпбеллы (англ. Campbell) — шотландский дворянский род и возглавляемый им одноименный клан, один из важнейших в Западной Шотландии.

## Происхождение
В отношении происхождения фамилии Кэмпбелл (гэльск. Caim Beul — «криворотый») в настоящее время не существует единства мнений: одни историки ведут начало семьи от норманнских рыцарей на службе у шотландских королей, другие заявляют о старо-шотландских (кельтских) или ирландских корнях Кэмпбеллов. По одной из версий, род ведет своё происхождение от шотландца, который бежал в Нормандию (спасаясь от тирании короля Макбета), где женился на дочери барона Бечамп (Belcampo), фамилию которой и принял, и которую он впоследствии, вернувшись в Шотландию (при Вильгельме Завоевателе), латинизировал. Так появилась фамилия Campus Bellus, превратившаяся в «Кэмпбелл».

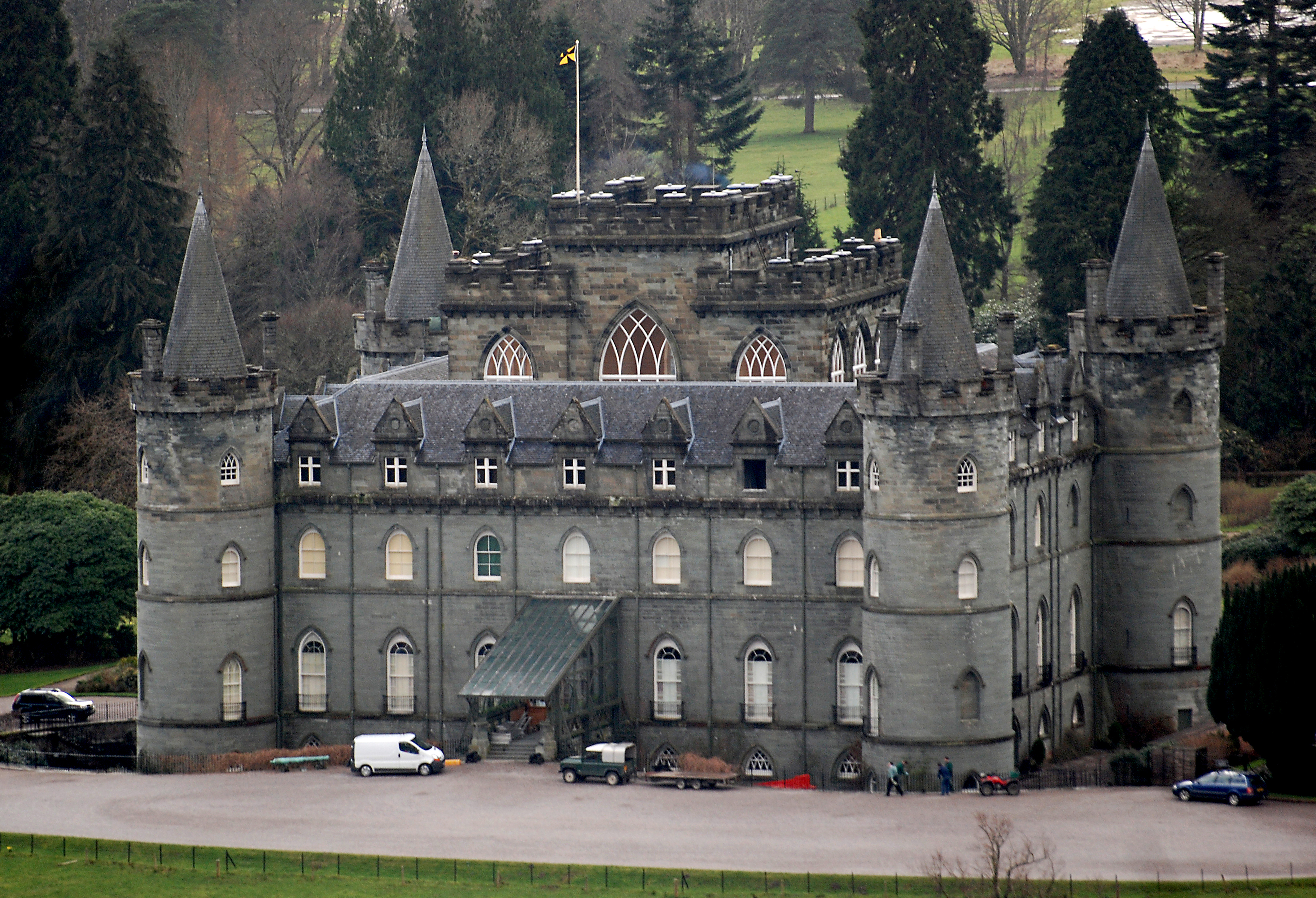
Герцогский замок Инверари на озере Лох-Файн (1746-89) — один из первых в Европе памятников неоготики.

Первые документальные упоминания о Кэмпбеллах относятся к концу XI века. По-видимому, представители этого рода были вассалами графов Леннокс в Западной Шотландии. Во второй половине XIII века жил Колин Мор Кэмпбелл оф Лохоу — знаменитый воин, который считается сыном сэра Галиеспи Кэмпбелла оф Местри. В 1294 году сэр Колин Мор Кэмпбелл был убит Макдугаллами из Лорна. С тех пор каждый глава клана Кэмпбелл именуется Мак-Коллумором, то есть сыном великого Колина. Настоящим основоположником влияния и процветания рода стал сын сэра Колина Мор Кэмпбелла — сэр Нейл Кэмпбелл, который в 1306 году спас короля Роберта Брюса после битвы при Метвене, а позднее женился на его сестре. Поддержка Роберта Брюса в период войны за независимость Шотландии обеспечила Нейлу Кэмпбеллу присоединение значительных земельных владений в Аргайле, Кинтайре и Ковале.
Кэмпбеллы стали главной силой проникновения королевской власти в западные горные регионы страны и на Гебридские острова, до того времени всецело находившиеся под контролем гэльских кланов. Представители этой семьи неоднократно становились королевскими генерал-лейтенантами в Западной Шотландии, подавляя мятежи горцев и вводя в эти регионы институты государственной администрации. Длительный коллаборационизм привел к быстрому росту могущества и влияния рода Кэмпбелл в Шотландии. Владения Кэмпбеллов к концу XV века включали практически весь Аргайл, а также Напдейл, Ковал, часть Лорна и Бредалбейн. В 1445 году сэр Дункан Кэмпбелл оф Лохоу, женатый на дочери регента Шотландии герцога Роберта Стюарта — Мэрджори получил титул барона Кэмпбелла. В 1457 году его внук Колин Кэмпбелл был возведен в титул графа Аргайла.

## Графы Аргайл
- Колин, 1-й граф Аргайл (1457—1493), канцлер Шотландии и участник мятежей баронов против короля Якова III.
- Арчибальд, 2-й граф Аргайл (1493—1513), сын Колина, участник подавления Гэльского восстания 1501—1506 гг.
- Колин, 3-й граф Аргайл (1513—1529), сын Арчибальда, участник борьбы за власть в Шотландии в период несовершеннолетия короля Якова V.
- Арчибальд, 4-й граф Аргайл (1529—1558), сын Колина, один из первых лордов-протестантов Шотландии.
- Арчибальд, 5-й граф Аргайл (1558—1574), сын Арчибальда, первоначально лидер ультра-протестантов, а позднее один из наиболее последовательных сторонников королевы Марии Стюарт.
- Колин, 6-й граф Аргайл (1574—1584), сын Арчибальда, 4-го графа Аргайла, участник борьбы за власть в Шотландии в период несовершеннолетия короля Якова VI.
- Арчибальд, 7-й граф Аргайл (1584—1638), сын Колина, лидер движения за подчинение горских кланов центральной власти, в конце жизни перешел в католичество и эмигрировал в Испанию.
- Арчибальд, 8-й граф Аргайл (1638—1661), сын Арчибальда, с 1641 г. — маркиз Аргайл (см. ниже).

## Маркиз Аргайл
- Арчибальд, 1-й маркиз Аргайл (1641—1661), одна из центральных фигур в революционных событиях в Шотландии и Англии в 1640-х годах, лидер партии радикальных пресвитериан, казнён после реставрации Стюартов. Титул маркиза был конфискован.

## Графы Аргайл (продолжение)
- Арчибальд, 9-й граф Аргайл (1663—1681), сын предыдущего; один из лидеров оппозиции правлению Стюартов, участник заговоров против Якова II, казнён в 1685 году.
- Арчибальд, 10-й граф Аргайл (1690—1703), сын предыдущего; с 1701 года — герцог Аргайл (см. ниже).

## Герцоги Аргайл

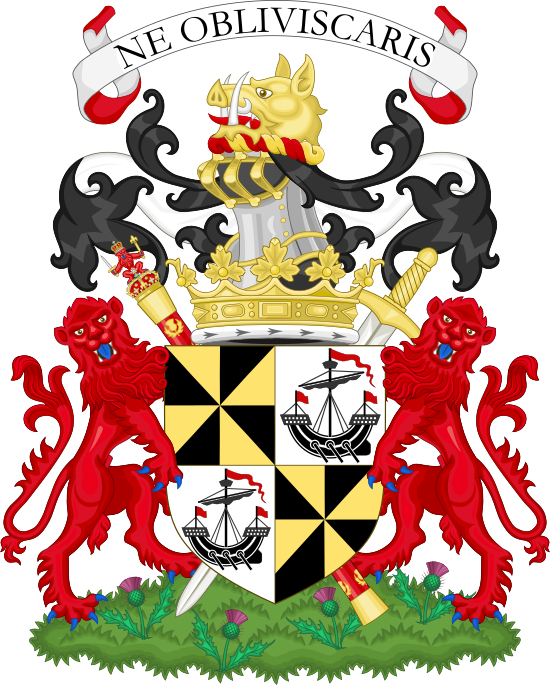
Герб герцогов Аргайл

- Арчибальд, 1-й герцог Аргайл (1701—1703), активный участник Славной революции и свержения Стюартов в 1688 году.
- Джон, 2-й герцог Аргайл (1703—1743), полководец и государственный деятель, сторонник Ганноверской династии и лидер подавления якобитских восстаний в Шотландии.
- Арчибальд, 3-й герцог Аргайл (1743—1761), сын Арчибальда, 1-го герцога Аргайла.
- Джон, 4-й герцог Аргайл (1761—1770), двоюродный брат Арчибальда, 3-го герцога Аргайла, шотландский военачальник. С 1766 года также носил титул барона Седриджа (в отличие от шотландских титулов герцога Аргайл и маркиза Лорн, этот титул — английский, то есть дававший право на наследственное пэрское достоинство)
- Джон, 5-й герцог Аргайл (1770—1806), сын Джона, шотландский военачальник.
- Джордж, 6-й герцог Аргайл (1806—1839), сын Джона, 5-го герцога Аргайла.
- Джон, 7-й герцог Аргайл (1839—1847), сын Джона, 5-го герцога Аргайла.
- Джордж, 8-й герцог Аргайл (1847—1900), видный деятель либеральной партии, член правительств Гладстона.
- Джон, 9-й герцог Аргайл (1900—1914), сын Джорджа, генерал-губернатор Канады в 1878—1883 годах.
- Нейл, 10-й герцог Аргайл (1914—1949).
- Иан, 11-й герцог Аргайл (1949—1973).
- Иан, 12-й герцог Аргайл (1973—2001).
- Торквил Иан, 13-й герцог Аргайл (с 2001).

## Историческая репутация Кэмпбеллов
В XIV—XVII веках Кэмпбеллы, пользуясь всё возрастающей силой и властью, успешно расширяли свои земельные угодья за счет соседей и вассалов: либо попросту увеличивая ренту, либо добиваясь под тем или иным предлогом официальных постановлений «против врагов короны», как они поступали с Макгрегорами, Макдональдами и прочими непокорными кланами Аргайла и ближних островов.
Кэмпбеллы шли к всеобщей нелюбви целеустремленно, на протяжении многих веков. По сути дела этот клан всегда был роялистской «пятой колонной» среди свободолюбивых гэлов, поддерживая централизованную власть сначала шотландского, а потом и английского королей (а одно время — и узурпатора Кромвеля), и безжалостно воюя с другими кланами, прежде всего со своими родичами — Мак-Дональдами и Мак-Линнами. Они часто становились представителями короля в Западной Шотландии и вели безжалостную борьбу с мятежными горцами, инициировав даже переселение равнинных шотландцев в горные районы — для ослабления влияния кланов. За века верной службы коронам владения Кэмпбеллов несоизмеримо выросли и они, став сначала баронами, через титулы графов и маркизов добрались и до звания герцогов Аргайла.
Особенно мрачными пятнами истории Кэмпбеллов являются:
- 1490 год — резня в Monzievaird, когда около 120 представителей клана Мюррей, включая женщин и детей были убиты или погибли в подожженной Кэмбеллами церкви,
- 1646 год — резня Dunoon, фактически уничтожившая клан Ламонт, когда после их капитуляции Кэмпбеллы казнили около 300 членов клана Ламонт, включая женщин и детей. Причем 36 человек было закопано заживо и 35 человек было повешено на ветвях одного дерева.

Однако, апофеозом вероломства Кэмпбеллов считается «Резня в Гленко», произошедшая в ночь с 12 на 13 февраля 1692 года в резиденции клана Маклинов (союзников клана Макдональд) — Глен Коэ (Гленко) которую с того времени ещё называют «Долиной слёз». Во время сильной метели в горах клан Маклинов приютил у себя гостей из клана Кэмпбеллов: роту Аргайльского полка под командованием капитана Роберта Кэмпбелла. Между ними были родственные связи — и Кэмпбеллы столовались там две недели. В то же время Маклины отказались присягать Вильгельму Оранскому, чью сторону приняли Кэмпбеллы… 12 февраля Роберт Кэмпбелл получил тайный приказ и провёл вечер этого дня, играя в карты и распивая вино со своими будущими жертвами. Ну а ночью по его приказу 38 человек были зарезаны во сне, включая главу клана. Гленко был сожжён и от холода погибли ещё 40 человек (главным образом, женщины и дети), впрочем сыновьям главы клана удалось бежать, потому что часть офицеров отказалась выполнять приказ о тотальном уничтожении. Замять дело не удалось, по результатам расследования: королю Шотландии Вильгельму Оранскому удалось отклонить обвинение в авторстве приказа; в превышении полномочий обвинили королевского секретаря Далримпла; офицеры, не выполнившие приказ, сначала были арестованы, но на суде доказали преступность приказа и правомерность его невыполнения; Роберт Кэмпбелл срочно уехал в Голландию, где и умер в нищете в 1696 году. Как и его офицеры, он мог отказаться от выполнения этого преступного приказа, но застарелая вражда Кэмпбеллов с Макдональдами и Маклинами и воля главы его клана маркиза Аргайла заставили его пренебречь не только нормами чести и благородства, но и гэльскими традициями гостеприимства. Это «убийство на доверии» потрясло Шотландию. С тех пор появилась поговорка: 
Спроси у горца о Кэмпбелле, и он сплюнет перед тем, как ответить.
 В память об убитых Маклинах и Макдональдах в Гленко установлен памятник, к которому ежегодно 13 февраля возлагаются венки, а над пабами Гленко до сих пор красуется надпись: «Не для уличных торговцев или Кэмпбеллов».

## Комментарии
1. ↑  Дословно: Колин Мор Кэмпбелл из Лохоу. Английская (точнее: англоязычная британская) приставка of, буквально означающая «из», соответствует французской приставке de и немецкой приставке von. На русский язык чаще всего переводится словом «из», что порождает досадную юридическую путаницу.
2. ↑  Их земли «приватизировали» Кэмпбеллы оф Гленархи (Campbells of Glenurchy).